# 403
El 403 (CDIII) fou un any comú començat en dijous del calendari julià.

## Esdeveniments
- Alaric abandona Itàlia sense haver-la pogut conquerir
- Se celebra el sínode del Roure per deposar i condemnar Joan Crisòstom.

## Defuncions
- Epifani I de Constància, bisbe de Constància